# Alone in the Dark: The New Nightmare
Alone in the Dark: The New Nightmare (с англ. — «Один в темноте: Новый кошмар») — компьютерная игра в жанре survival horror, разработанная Darkworks и изданная Infogrames в 2001 году. Четвёртая часть сериала Alone in the Dark.

## Сюжет
Сюжет развивается в духе классических, лавкравтовских ужасов.
Чарльз Фиске, друг главного героя Эдварда Карнби, был убит. Карнби начинает расследование и идёт по следу, который приводит его к старинному дому на побережье. Но Карнби отправляется туда не один, а с девушкой, с которой, однако, расстался после поломки самолёта, доставившего их к пункту назначения. Эдвард знакомится с Эденшоу, который рассказал ему о намерении Чарльза найти три древних скрижали, с помощью которых можно было бы выпустить на волю таинственную «невиданную и ужасную силу». Намерение не осуществилось, Чарли погибает. Эдварду захотелось отомстить и раскрыть тайну роковых скрижалей.

## Геймплей
Игроку предоставляется право выбрать одного из персонажей: девушку (Алин Сэдрак) или мужчину (Эдварда Карнби). От выбора игрока зависит и сложность прохождения — Эдварду Карнби предстоит в большинстве своем сражаться с многочисленными монстрами замка и помогать Алин Сэдрак в её поисках братьев Мортонов, наиболее же сложный вариант — Алин Сэдрак — это бесконечные распутывания и разгадывания сложных головоломок и пазлов. Наличие интеллекта и немногочисленного арсенала оружия делает этого персонажа полностью зависимым от Эдварда Карнби — что, в конечном итоге, делает игру ещё более увлекательной и интересной для любителей тайн и загадок.

## Отзывы в прессе
| Сводный рейтинг       | Сводный рейтинг       | Сводный рейтинг | Сводный рейтинг       | Сводный рейтинг       |
| Издание               | Оценка                | Оценка          | Оценка                | Оценка                |
| Издание               | Dreamcast             | GBC             | PC                    | PS                    |
| --------------------- | --------------------- | --------------- | --------------------- | --------------------- |
| GameRankings          | 73,62 %               | 62,39 %         | 69,97 %               | 76,31 %               |
| Metacritic            | 75 / 100 (11 обзоров) |                 | 66 / 100 (16 обзоров) | 77 / 100 (15 обзоров) |
| Иноязычные издания    |                       |                 |                       |                       |
| Издание               | Оценка                | Оценка          | Оценка                | Оценка                |
| Издание               | Dreamcast             | GBC             | PC                    | PS                    |
| AllGame               | [ 10 ]                | [ 11 ]          | [ 12 ]                | [ 13 ]                |
| Eurogamer             |                       |                 |                       | 8 / 10                |
| GamePro               | [ 15 ]                |                 |                       | [ 16 ]                |
| GameRevolution        |                       |                 | 3,5 / 5               |                       |
| GameSpot              | 6,9 / 10              |                 | 5,6 / 10              | 6,4 / 10              |
| IGN                   | 7,3 / 10              | 4,0 / 10        | 8,0 / 10              |                       |
| Русскоязычные издания |                       |                 |                       |                       |
| Издание               | Оценка                | Оценка          | Оценка                | Оценка                |
| Издание               | Dreamcast             | GBC             | PC                    | PS                    |
| Absolute Games        |                       |                 | 70 %                  |                       |
| «Домашний ПК»         |                       |                 | 71 / 100              |                       |